# 에스타디 올림픽 류이스 쿰파니스
에스타디 올림픽 류이스 쿰파니스(카탈루냐어: Estadi Olímpic Lluís Companys 에스타디 울림픽 류이스 쿰파니스)는 스페인 카탈루냐 바르셀로나에 위치한 다목적 경기장이다. 옛 이름인 몬주익 올림픽 경기장(Estadi Olímpic de Montjuïc 에스타디 울림픽 데 문주익)으로도 잘 알려져 있다.

## 역사
이 경기장은 1927년에 1929년 바르셀로나 만국 박람회를 위하여 최초로 만들어졌으며, 설계는 페레 두메네크 이 로우라가 맡았다. 이후 1936년 하계 올림픽 개최를 대비하여 보수했다. 그리고 1992년 하계 올림픽 주경기장으로 사용하기 위해 1989년에 개축되었고, 이 때의 설계는 비토리오 그레고티가 맡았다.
이 경기장의 이름은 프란시스코 프랑코 독재 시절의 1940년에 몬주익 성을 건설한 카탈루냐의 정치가인 류이스 쿰파니스(Lluís Companys)의 이름을 따서 지었다.
1975년까지 스페인 그랑프리와 그 외의 레이스 경기가 열릴 때마다 경기장은 각 팀들의 발차 대기소로 이용되었다. 안전 문제 때문에 1975년의 레이스는 레이서들의 거부로 취소되었다.
경기장 수용규모는 55,926명(1992년 하계 올림픽때는 7만명)이다. 또한 1998년부터 2009년까지  RCD 에스파뇰의 홈구장으로 사용되고 있다. 또한 2003년까지는 미식축구팀인 바르셀로나 드래곤즈 (2003년 해체)의 홈구장으로 사용되기도 하였다.
올림픽 경기장은 여러 가수들의 콘서트장소로도 이용되었다. 브루스 스프링스틴 (1993, 2003), 롤링스톤즈 (1990, 1998, 2003, 2007), 티나 터너 (1990, 1991), U2 (1997), 메탈리카 (2003), 마돈나 (1990), 프린스 (1990), 데이빗 보위 (1990), AC/DC (1991), 핑크 플로이드 (1994), 마이클 잭슨 (1992), 건스 앤 로지스 (1993), 본 조비 (1995, 2008) 등이 이곳에서 콘서트를 열었다.
이곳에서 유로 2008과 2010년 FIFA 월드컵 예선전의 일부가 개최되었다.
RCD 에스파뇰이 새롭게 건설되는 경기장(Estadio Cornellá-El Prat)으로 옮겨감에 따라 2008-09시즌이 라 리가에서의 몬주익 올림픽 경기장의 마지막 시즌이 되었다.